# Eunice Brookman-Amissah
Eunice Brookman-Amissah (* 1945) ist eine ghanaische Ärztin, die als Gesundheitsministerin im Kabinett Rawlings (1996 bis 1998) und Botschafterin in den Niederlanden (1998 bis 2000) amtierte.

## Biographie
Brookman-Amissah besuchte zwischen 1958 und 1964 die Achimota School und amtierte in ihrem letzten Schuljahr als Schülersprecherin. Ihr Studium an der Universität von Ghana schloss sie im Jahr 1970 mit einem Bachelor of Medicine, Bachelor of Surgery (MB ChB) in Community Health ab. Nach einer Fachausbildung an der Londoner Brunel University und verschiedenen englischen Krankenhäusern zwischen 1971 und 1973 arbeitete die Ärztin am Zentralkrankenhaus in Cape Coast (ab 1974) und am Universitätsklinikum Cape Coast (ab 1976) sowie als niedergelassene Ärztin in der Hauptstadt Accra (ab 1983). Seit 1985 praktizierte sie an der Club Road Clinic in den Bereichen Allgemeinmedizin, Pädiatrie, Chirurgie sowie Geburtshilfe und Gynäkologie. Brookman-Amissah beschäftigte sich daneben mit wissenschaftlichen Tätigkeiten und war aktives Mitglied verschiedener Organisationen, darunter Direktorin der Ghana Social Marketing Foundation und Redaktionsbeirätin des Health Forum Reporter. Im Jahr 1989 wurde sie zum Fellow des West African College of Physicians berufen. Brookman-Amissah fungierte innerhalb der Society of Private Medical and Dental Practitioners als Vorsitzende für im Bereich der Greater Accra Region (1991 bis 1994) sowie als Vizepräsidentin der Gesellschaft (1992 bis 1995). Während der Amtszeit von Kwame Addo-Kufuor hatte sie zwischen 1992 und 1995 das Amt der Vizepräsidentin der Ghana Medical Association inne.
Präsident Jerry Rawlings ernannte Brookman-Amissah im August 1996 als Nachfolgerin von Stephen Obimpeh zur Gesundheitsministerin. Während ihrer Amtszeit war sie maßgeblich an den nationalen Reformen im Gesundheitssektor und der Gründung des Ghana Health Service beteiligt. Sie wurde im Oktober 1997 für ihre Leistungen zum Fellow der Ghana Medical Association und 1998 zum Fellow ad eundum des Royal College of Obstetricians and Gynaecologists ernannt. Im August 1998 wechselte Brookman-Amissah als ghanaische Botschafterin ins niederländische Den Haag und amtierte auf diesem Posten bis ins Jahr 2000. Bei der im kenianischen Nairobi ansässigen Nichtregierungsorganisation IPAS (Africa Alliance for Women’s Reproductive Health and Rights) war Brookman-Amissah seit Juni 2001 als Vizepräsidentin für den afrikanischen Kontinent tätig. In dieser Position setzte sie sich fünfzehn Jahre lang unter anderem gegen unsichere Schwangerschaftsabbrüche ein und verhandelte Kooperationen mit internationalen Organisationen. Dafür wurde sie 2023 mit dem Right Livelihood Award („Alternativer Nobelpreis“) ausgezeichnet.